# Madeleine Castaing portréja
Madeleine Castaing portréja Chaim Soutine alkotása, amely a New York-i Metropolitan Művészeti Múzeum gyűjteményének része.

## Leírása
A 100 × 73 centiméteres, vászonra festett olajkép Madeleine Castaing (1894–1992) francia lakberendezőt és régiségkereskedőt ábrázolja. Chaim Soutine 1920-ban ismerkedett meg modelljével és annak férjével, Marcellin Castaing műkritikussal. A jómódú pár a művész legfontosabb támogatójává vált a következő évtizedben.
A portré 1929 környékén készült Chaim Soutine párizsi műtermében, hat ülésben. Castaing tartásáról, elsősorban kézfejeiről, arcáról sugárzik az idegesség, a diszkomfort érzete. A modell vörös ruhája éles kontrasztban van sötét kabátjával és a homályos, kékes háttérrel. Castaing egy 1986-os interjúban elmondta, hogy nagyon ideges volt a portré készítése alatt, mert mindig rosszul érezte magát, ha el kellett válnia a férjétől, ráadásul a sofőr lenn várakozott rá. Emlékezett arra, hogy vörös muszlinruhát és egy nagyon drága bundát viselt. A házaspárnak nem tetszett a portré, és két hónap múlva eladták. A kép jelenleg a Metropolitan-múzeum gyűjteményének része, ahová Adelaide Milton de Groot hagyatékából került.